# Термобельё

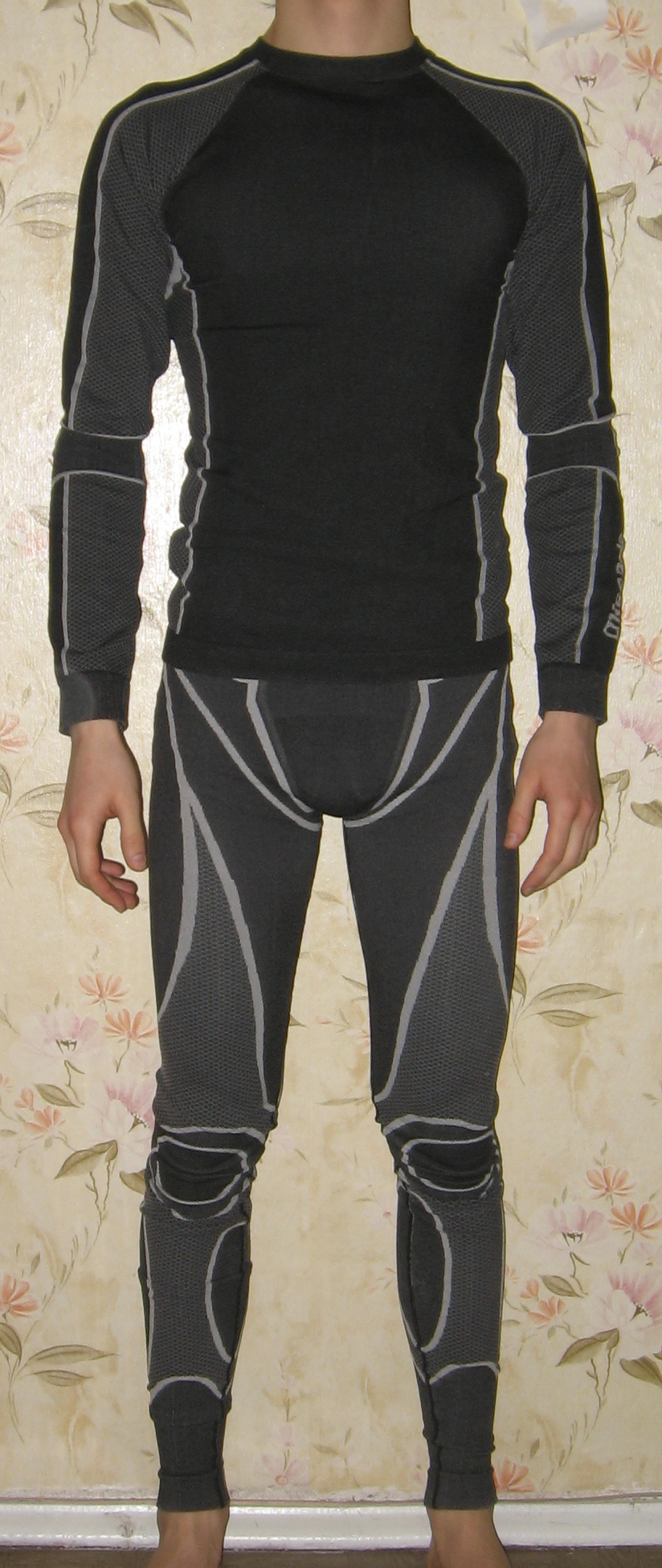
Термобельё для мужчины

Термобельё, или функциона́льное ни́жнее бельё, — особое нижнее бельё, сохраняющее тепло. Термобельё при небольшом весе эквивалентно по сохранению тепла двум и более слоям традиционной одежды и не даёт спортсмену пропотеть и промёрзнуть.
Этими свойствами в некоторой мере обладает шерстяное бельё. Однако оно непрочное, требует бережного обращения. К тому же, если добавить в пряжу совсем немного хлопка, теплосберегающие и влагопроводные свойства белья ухудшаются. Частично эти недостатки были решены добавлением в шерсть искусственных волокон, однако современные технологии изготовления синтетической пряжи, такие как «звёздочка» и «острова в море», позволили сделать ткань, превосходящую по характеристикам даже шерсть.
Разные виды термобелья применяются для занятий спортом на холоде: лыжи (беговые и горные), фигурное катание, хоккей, конькобежный спорт, альпинизм, пеший и велотуризм, охота, рыбалка, водные виды спорта (кайтинг, виндсёрфинг) и простые пробежки в холодную погоду.
Для повседневной носки в холодную пору года носят также термоноски, термоколготки, термоперчатки, термолосины, термошарфы и т. д.

## Структура ткани
Для отвода влаги используются синтетические материалы: полипропилен, микрофибра, полиэстер, лайкра, флис, кулдрай, лайкра 3D. С помощью современных технологий получается пряжа со сложной внутренней структурой, которая хорошо впитывает влагу, а затем хорошо отдаёт её. Для сохранения тепла применяются особые виды плетения ткани, удерживающие воздух. В особо тёплом белье ткань имеет махровую поверхность.
Некоторые виды термобелья делают из нескольких тканей разного типа — в зависимости от того, насколько интенсивно намокает та или иная зона. Швы у такого белья — плоские и всегда снаружи. Существует предназначенное для спортсменов термобельё, сделанное без швов, из единственной нитки.
Для разных видов спорта термобельё имеет свои особенности: например, у лыжников — с усиленной защитой паха от переохлаждения, у сёрферов — быстросохнущее, у фигуристов — особо тонкое. Туристы могут не раздеваться много дней подряд, поэтому к их термобелью предъявляются особые гигиенические требования.
В бельё, предназначенное для повседневной носки, добавляют шерсть, кашемир, хлопок. Эти материалы уменьшают способность белья отводить влагу, зато белье становится более мягкое и приятное на ощупь.

## Принцип многослойности
Одежда спортсмена, как правило, состоит из трёх слоёв.
- Нижний — бельё, впитывающее и отводящее влагу.
- Средний — одежда, выводящая влагу наружу и сохраняющая тепло тела.
- Верхний — защита от неблагоприятных погодных условий при нахождении на открытом воздухе.